# Кастел Нуово (Фиренца)
Кастел Нуово је насеље у Италији у округу Фиренца, региону Тоскана.
Према процени из 2011. у насељу је живело 16 становника. Насеље се налази на надморској висини од 694 м.